# Vojens Bold- og Idrætsklub
Vojens Bold- Og Idrætsklub (eller Vojens BI, VBI, Tidl. Vojens Boldklub, VB) er en dansk fodboldklub, som blev stiftet den 18. august 1923 i Vojens. Klubbens bedste hold spiller i 2015/16-sæsonen i Jyllandsserien, mens andetholdet spiller i Serie 4. Klubbens seniorhold afvikler deres hjemmebanekampe på SkovParken og har deres træning på 
fritidscentrets nærliggende fodboldbaner.

## Historie

### 2012: 'Genoplivningen' af VBI
Efter nedrykningen til serie 3 i efteråret 2011, med Thomas Hoffmann som vikarierende cheftræner, kom Michael Benkjer til klubben, hvilket skulle vise sig at være en stor gevinst. Klubbens førstehold rykkede allerede i første forsøg tilbage i serie 2 og samtidig blev der etableret et 'nyt' 2. hold, hvor Erik Reinke blev udpeget som træner. 

## Klubbens nuværende stab
- Formand: Ulrik Nielsen

- Sportschef: Michael Benkjer

Første hold - Jyllandsserie
- Cheftræner: Kim Hvass
- Assistenttræner: Anders Bruun
- Målmandstræner: Carsten Storm
- 1. Holdleder/Chauffør: Jan Rasmussen
- 2. Holdleder: Lars Abild
- Fysioterapeut: Lasse Skare Therkildsen

Andet hold - Serie 4
- Træner: Jesper Honnes
- Træner: Carsten Lykkeskov
- Holdleder: Michael Hansen

## Nuværende spillertrup
VBI's spillertrup pr. 1. Juli 2015.
| Målmænd                                          | Forsvarsspillere                                                                                               | Midtbanespillere | Angribere                                                                                 |
| ------------------------------------------------ | --- | --- | ----------------------------------------------------------------------------------------- |
| - 001 Thomas Hoffmann (A) - 019 Mathias Kyrstein | - 005 René Vincent Post - 007 Jesper Hoffmann - 003 Jakob Bredo Kyrstein - 012 Mathias Wael - 011 Jesper Bonde | - 013 Nermin Busuladzic - 000 Michael Outzen - 008 Troels K. Nielsen - 004 Jonas Bjorholm Andersen - 000 Anders Carstensen - 000 Jonas Kyrstein | - 000 Jesper Semwogerere - 011 Jesper Rasmussen - 009 Ertan Özyigit - 000 Nicolaj Nielsen |

Oversigt sidst opdateret: 30. juni 2014.

## Slutplaceringer, op- og nedrykninger siden 2003

### 1. hold
2003 - 1. plads i serie 1 (Oprykning til Jyllandsserien)
2004 - 7. plads i Jyllandsserien
2005 - 14. plads i Jyllandsserien (Nedrykning til serie 1)
2006 - 9. plads i serie 1 (Nedrykning til serie 2)
2007 - 3. plads i serie 2 (April 07 - Oktober 07)
2008 - 6. plads i serie 2 (April 08 - Juni 08)
2009 - 9 plads i serie 2 (August 08 - Juni 09) [Turneringsomstrukturering hos JBU] 
Efterår 2009 - 3. plads i serie 2 (August 09 - November 09)
Forår 2010 - 4. plads i serie 2 (April 10 - Juni 10)
Efterår 2010 - 6. plads i serie 2
Forår 2011 - 5. i plads i serie 2 
Efterår 2011 - 8. plads i serie 2 (Nedrykning til serie 3)
Forår 2012 - 1. plads i serie 3 (Oprykning til serie 2) [Topscorer: Nicolai Nielsen] 
Efterår 2012 - 4. plads i serie 2 
Forår 2013 - 5. plads i serie 2 [Topscorer: Christian Nissen]
Efterår 2013 - 1. plads i serie 2 (Oprykning til serie 1) [Topscorer: Christian Nissen] 
Forår 2014 - 2. plads i serie 1 
Efterår 2014 - 3. plads i serie 1
Forår 2015 - 1. plads i serie 1 (Oprykning til Jyllandsserien)
Efterår 2015 - 8. plads i Jyllandsserien (Nedrykning til serie 1)
Forår 2016 - 6. plads i serie 1 [Topscorer: Jesper Rasmussen] 
Efterår 2016 - 6. plads i serie 1 
Forår 2017 - serie 1 

### 2. hold
Holdet der her refereres til er det 2. hold, der blev etableret i foråret 2012 med Erik Reinke som træner. 
Forår 2012 - 1. plads i serie 6 (Oprykning til serie 5) [Max. point]
Efterår 2012 - 3. plads i serie 5
Forår 2013 - 1. plads i serie 5 (Oprykning til serie 4) [Max. point]
Efterår 2013 - 1. plads i serie 4 (Oprykning til serie 3)
Forår 2014 - 2. plads i serie 3
Efterår 2014 - 6. plads i serie 3
Forår 2015 - 7. plads i serie 3 (Nedrykning til serie 4)
Efterår 2015 - 4. plads i serie 4 
Forår 2016 - 1. plads i serie 4 (Oprykning til serie 3) [Topscorer: Kasper Fischer] 
Efterår 2016 - 3. plads i serie 3 [Topscorer: Jesper Hoffmann] 
Forår 2017 - serie 3 

## Trænerteams i VBI

### 1. hold
XX-XX Jens Robl
XX-Forår '11: Kim Foder
- Holdleder: Benny Fjelsted
- Fys: Lasse Skare Therkildsen

Efterår '11: Thomas Hoffmann (Caretaker) 
- Holdleder: Benny Fjeldsted
- Fys: Lasse Skare Therkildsen

Forår '12 - Efterår '14: Michael Benkjer
- Holdleder: Niels "Walde" Nielsen
- Fys: Lasse Skare Therkildsen
- Assistenttræner/angrebstræner: Kim Lorensen
- Assistenttræner: Brian Jeppesen
- Målmandstræner: Carsten Storm

Forår '15 - Forår '16: Kim Hvass
- Assistenttræner: Jesper Rasmussen
- Holdleder: Jan Rasmussen
- Holdleder: Lars Abild
- Fys: Lasse Skare Therkildsen

### 2. hold
Forår '12 - Forår 14: Erik Reinke
Efterår '14: Kim Hvass
- Assistenttræner: Erik Reinke

Forår '15: Anders Bruun
- Assistenttræner: Lars Abild

Efterår '15: Jesper Honnens
- Assistenttræner: Carsten Lykkeskov
- Holdleder: Michael Hansen

Forår '16: Michael Benkjer
- Assistenttræner: Thomas Hoffmann
- Holdleder: Niels "Walde" Nielsen

## Nogle af de tidligere formænd for VBI
- Jens Robl

- Thomas Mains
- Britta Simonsen
- Ulrik Nielsen (Nuværende)

## Fun-facts

### Brødre der har spillet for VBI's første hold samtidigt
- Jesper Schmidt og Michael Schmidt
- Thomas Hoffmann og Jesper Hoffmann
- Jeppe Bjorholm Andersen og Jonas Bjorholm Andersen
- Mathias Kyrstein, Jonas Kyrstein og Jakob Kyrstein

### Spillere der er skiftet til en divisions-klub direkte fra VBI
- Anders Carstensen (FC Sydvest 05 Tønder, 2. div.)
- Christian Nissen (FC Fredericia, 1. div.)